# 공익법인

공익법인 설립을 허가하는 법을 통과한 미국의 주 지도.
법 통과.
서적에 법 언급 없음.
법안 투표를 통과하지 못함.

공익법인(Benefit corporation) 또는 B 코퍼레이션(B corporation)은 미국에서 미국 36개주 및 컬럼비아 특별구에서 승인한 영리 기업 유형이다. 공익 외에 사회, 근로자, 지역사회 및 환경에 미치는 긍정적인 영향을 법적으로 정의된 목표로 삼고 "기업의 최선의 이익"의 정의에 이러한 영향을 포함하도록 명시했다. 공익법인은 전통적인 C 코퍼레이션과 크게 다르지 않을 수 있다. C 코퍼레이션은 승인된 기업 내규에 혜택 기업이라고 명시하는 것만으로 B 코퍼레이션으로 변경할 수 있다. 그러나 특정 관할권(특히 델라웨어)에서는 "공익법인" 또는 "PBC"라는 용어는 반드시 B 코퍼레이션의 법적 이름이어야 한다.
기업은 여러 가지 이유로 전통적인 C 코퍼레이션 대신 공익기업으로 등록할 수 있다. 예를 들어, 2013년 메릴랜드 대학교 MBA 학생들이 수행한 연구에 따르면 메릴랜드의 기업이 공익기업으로 등록하기로 선택한 주된 이유 중 하나는 지역 사회에서 그들의 가치를 인정받기 위해서였다. 혜택 기업의 이사 및 임원은 전통적인 기업과 동일한 권한과 행동으로 비즈니스를 운영하지만 주주뿐만 아니라 직원, 고객, 지역 사회 및 지역 및 글로벌 환경에 대한 결정의 영향을 고려해야 한다. 법인이 수행하는 사업의 성격은 공익법인으로서의 지위에 영향을 미치지 않으며 대신 임무와 활동에 공익을 포함하도록 보호한다.
공익법인이 되기로 결정하는 것은 사회적, 경제적, 환경적 요구를 동시에 해결하면서 이익을 창출하거나 전통적인 영리 기업 모델로 운영하려는 회사의 선택이다. 둘 다 나름대로의 이점과 비용이 있다.
주주는 일반적으로 제품의 대중적 인식과 품질 외에도 장기적인 재정적 성공으로 회사의 복지를 판단하지만, 최근 수십 년 동안 분기별 거래 보고는 단기 이익에 지나치게 집중하게 되었다. 이처럼 기업이사는 법적으로 주주가치 극대화를 위한 의무가 있다는 인식이 커졌지만 사실은 그렇지 않다. 공익법인법은 이사가 이익 외에 다른 공익을 고려하도록 하여 주주들이 주식 가치 하락을 해고의 증거로 사용하거나 회사를 상대로 소송을 제기하는 것을 방지한다. 투명성 조항은 혜택 기업이 포괄적이고 신뢰할 수 있으며 독립적이고 투명한 제3자 표준을 사용하여 사회 및 환경 성과에 대한 연간 혜택 보고서를 게시하도록 요구한다. 그러나 회사가 주 법령을 준수하는 혜택 보고서를 게시하지 않는 경우 혜택 회사 상태를 제거하거나 벌금을 부과하는 조항을 포함하는 주는 거의 없다.

## 같이 보기
- 킥스타터
- Change.org
- 임팩트 투자